# Moisés Solana
Moisés Solana Arciniega (* 26. Dezember 1935 in Mexiko-Stadt; † 27. Juli 1969 in Valle de Bravo) war ein mexikanischer Automobilrennfahrer.

## Karriere
Solana begann seine Karriere bei nationalen Motorsportveranstaltungen in Mexiko. 1962 versuchte er zum ersten Mal sich für den Großen Preis von Mexiko zu qualifizieren. Der erste Versuch scheiterte noch, 1963 schaffte er es mit einem BRM P57 der Scuderia Centro Sud als Elfter der Qualifikation ins Rennen. Den Grand Prix beendete er mit acht Runden Rückstand auf den Sieger Jim Clark ebenfalls als Elfter. Er war dabei der erste Pilot der Grand-Prix-Geschichte der mit der Startnummer 13. am Auto ins Rennen ging.
Bei seinen acht Starts bei Weltmeisterschaftsläufen blieben Punkte immer außerhalb der Reichweite des Mexikaners. Im Training konnte er zwei Mal mit seinem durchaus vorhandenen Talent aufzeigen. Beim Großen Preis der USA 1967 schaffte er im Werks-Lotus 49 den siebten Startplatz. In Mexiko ging er vom neunten Startplatz aus ins Rennen; bei beiden Grand Prix musste er mit technischen Defekten aufgeben.
Außerhalb Mexikos ging er selten an den Start. 1968 wurde er beim Formel-2-Rennen in Madrid auf einem Lotus 48 Siebter.
Moises Solana verlor sein Leben 1969 bei einem Unfall beim Bergrennen in Valle de Bravo. Er verlor auf einer Brücke die Kontrolle über seinen McLaren M6B, der Wagen ging in Flammen auf und Solana starb noch an der Unfallstelle.

## Privates
Moisés Solana war Mitglied der Familie Solana, Besitzer des ehemaligen mexikanischen Automobilherstellers gleichen Namens.

## Statistik

### Statistik in der Automobil-Weltmeisterschaft
Diese Statistik umfasst alle Teilnahmen des Fahrers an der Automobil-Weltmeisterschaft, die heutzutage als Formel-1-Weltmeisterschaft bezeichnet wird.

#### Gesamtübersicht
| Saison | Team                 | Chassis    | Motor                | Rennen | Siege | Zweiter | Dritter | Poles | schn. Rennrunden | Punkte | WM-Pos. |
| ------ | -------------------- | ---------- | -------------------- | ------ | ----- | ------- | ------- | ----- | ---------------- | ------ | ------- |
| 1963   | Scuderia Centro Sud  | BRM P57    | BRM 1.5 V8           | 1      | −     | −       | −       | −     | −                | −      | −       |
| 1964   | Team Lotus           | Lotus 33   | Climax 1.5 V8        | 1      | −     | −       | −       | −     | −                | −      | −       |
| 1965   | Team Lotus           | Lotus 25   | Climax 1.5 V8        | 2      | −     | −       | −       | −     | −                | −      | −       |
| 1966   | Cooper Car Company   | Cooper T81 | Maserati 3.0 V12     | 1      | −     | −       | −       | −     | −                | −      | −       |
| 1967   | Team Lotus           | Lotus 49   | Ford-Cosworth 3.0 V8 | 2      | −     | −       | −       | −     | −                | −      | −       |
| 1968   | Gold Leaf Team Lotus | Lotus 49B  | Ford-Cosworth 3.0 V8 | 1      | −     | −       | −       | −     | −                | −      | −       |
| Gesamt | Gesamt               | Gesamt     | Gesamt               | 8      | −     | −       | −       | −     | −                | −      |         |

#### Einzelergebnisse
| Saison | 1 | 2 | 3 | 4 | 5 | 6 | 7 | 8   | 9   | 10  | 11  | 12 |
| ------ | - | - | - | - | - | - | - | --- | --- | --- | --- | -- |
| 1963   |   |   |   |   |   |   |   |     |     |     |     |    |
|        |   |   |   |   |   |   |   | 11  |     |     |     |    |
| 1964   |   |   |   |   |   |   |   |     |     |     |     |    |
|        |   |   |   |   |   |   |   |     | 10  |     |     |    |
| 1965   |   |   |   |   |   |   |   |     |     |     |     |    |
|        |   |   |   |   |   |   |   | 12  | DNF |     |     |    |
| 1966   |   |   |   |   |   |   |   |     |     |     |     |    |
|        |   |   |   |   |   |   |   | DNF |     |     |     |    |
| 1967   |   |   |   |   |   |   |   |     |     |     |     |    |
|        |   |   |   |   |   |   |   |     | DNF | DNF |     |    |
| 1968   |   |   |   |   |   |   |   |     |     |     |     |    |
|        |   |   |   |   |   |   |   |     |     |     | DNF |    |

| Legende  | Legende            | Legende                                                          |
| Farbe    | Abkürzung          | Bedeutung                                                        |
| -------- | ------------------ | ---------------------------------------------------------------- |
| Gold     | –                  | Sieg                                                             |
| Silber   | –                  | 2. Platz                                                         |
| Bronze   | –                  | 3. Platz                                                         |
| Grün     | –                  | Platzierung in den Punkten                                       |
| Blau     | –                  | Klassifiziert außerhalb der Punkteränge                          |
| Violett  | DNF                | Rennen nicht beendet (did not finish)                            |
| Violett  | NC                 | nicht klassifiziert (not classified)                             |
| Rot      | DNQ                | nicht qualifiziert (did not qualify)                             |
| Rot      | DNPQ               | in Vorqualifikation gescheitert (did not pre-qualify)            |
| Schwarz  | DSQ                | disqualifiziert (disqualified)                                   |
| Weiß     | DNS                | nicht am Start (did not start)                                   |
| Weiß     | WD                 | zurückgezogen (withdrawn)                                        |
| Hellblau | PO                 | nur am Training teilgenommen (practiced only)                    |
| Hellblau | TD                 | Freitags-Testfahrer (test driver)                                |
| ohne     | DNP                | nicht am Training teilgenommen (did not practice)                |
| ohne     | INJ                | verletzt oder krank (injured)                                    |
| ohne     | EX                 | ausgeschlossen (excluded)                                        |
| ohne     | DNA                | nicht erschienen (did not arrive)                                |
| ohne     | C                  | Rennen abgesagt (cancelled)                                      |
| ohne     | keine WM-Teilnahme |                                                                  |
| sonstige | P/fett             | Pole-Position                                                    |
| sonstige | 1/2/3/4/5/6/7/8    | Punktplatzierung im Sprint-/Qualifikationsrennen                 |
| sonstige | SR/kursiv          | Schnellste Rennrunde                                             |
| sonstige | *                  | nicht im Ziel, aufgrund der zurückgelegten Distanz aber gewertet |
| sonstige | ()                 | Streichresultate                                                 |
| sonstige | unterstrichen      | Führender in der Gesamtwertung                                   |

### Einzelergebnisse in der Sportwagen-Weltmeisterschaft
| Saison | Team   | Rennwagen | 1   | 2   | 3   | 4   | 5   | 6   |
| ------ | ------ | --------- | --- | --- | --- | --- | --- | --- |
| 1954   | Dehler | Dodge V-8 | BUA | SEB | MIM | LEM | RTT | CAP |
| 1954   | Dehler | Dodge V-8 |     |     | 32  |     |     |     |